# Association européenne de cristallographie
L'Association européenne de cristallographie (ECA, pour l'anglais European Crystallographic Association) est une organisation scientifique indépendante qui représente à la fois les associations nationales de cristallographie en Europe et les membres individuels. L'ECA a été fondée en 1997. En mai 2021, l'association comptait 35 membres nationaux et plusieurs centaines de membres individuels. L'ECA est l'un des affiliés régionaux de l'International Union for Crystallography. Les autres affiliés régionaux indépendants sont l'American Crystallographic Association, l'Asian Crystallographic Association et la Latin American Crystallographic Association. L'association est enregistrée sous la loi néerlandaise à Zeist.
La mission de l'ECA est de promouvoir la cristallographie sous tous ses aspects, y compris le domaine de l'état solide non-cristallin, ainsi que d'étendre la coopération européenne dans le domaine de la cristallographie. Ces objectifs sont réalisés par l'organisation de conférences, d'ateliers et d'écoles de cristallographie, tant en Europe qu'en Afrique.

## Historique
L'ECA a été fondée lors de la 17ème réunion cristallographique européenne (ECM) à Lisbonne en 1997 et est le successeur du Comité Cristallographique Européen (ECC), qui existait depuis 1972 et qui a organisé les ECM précédentes. L'histoire de l'ECA jusqu'à la 25ème ECM à Istanbul a été publiée par C. Lecomte. L'histoire plus récente a été résumée lors de la 28ème ECM à Warwick/Angleterre en 2013.

## Organisation
La gouvernance de l'ECA est organisée par intermédiaire du Conseil d'Administration et du Comité exécutif. Le Conseil élabore toutes les politiques de l'ECA et chaque membre national est représenté par un conseiller. Les membres individuels élisent un conseiller par tranche de 100 membres. Le Comité exécutif est responsable du fonctionnement quotidien entre les réunions du Conseil.
Les groupes d'intérêt spéciaux (SIG) et les groupes d'intérêt général (GIG) offrent une plateforme aux scientifiques partageant des intérêts scientifiques similaires. Les SIG et les GIG contribuent activement au programme scientifique des Rencontres européennes de cristallographie.

## Prix
L'ECA décerne le prix Max Perutz pour des réalisations spéciales dans tous les domaines de la cristallographie. En collaboration avec l'European Neutron Scattering Association (ENSA), elle décerne le prix Erwin Félix Lewy-Bertaut à un jeune scientifique en reconnaissance de contributions notables à l'étude de la matière à l'aide de méthodes cristallographiques ou de diffusion des neutrons. Le prix George M. Sheldrick est décerné à un chercheur non titulaire pour ses contributions scientifiques exceptionnelles dans le domaine des sciences structurelles. Le prix Alajos Kálmán est décerné par la Société hongroise de chimie à un chercheur individuel en reconnaissance de ses contributions scientifiques exceptionnelles dans le domaine des sciences structurelles au cours des 5 à 10 dernières années. Le prix Lodovico Riva di Sanseverino est décerné à des scientifiques en reconnaissance de leurs contributions notables à la diffusion de la cristallographie dans le domaine de l'éducation à tous les niveaux.